# 馬爾伯里 (印地安納州)
馬爾伯里（英語：Mulberry）是一個位於美國印地安納州克林頓縣的城鎮。

## 地理
馬爾伯里的座標為40°20′48″N 86°39′58″W / 40.34667°N 86.66611°W，而該地的平均海拔高度為238米（即781英尺）。

## 人口
根據2010年美國人口普查的數據，馬爾伯里的面積為1.53平方千米，當中陸地面積為1.53平方千米，而水域面積為0.00平方千米。當地共有人口1254人，而人口密度為每平方千米820人。